# Sadije Toptani

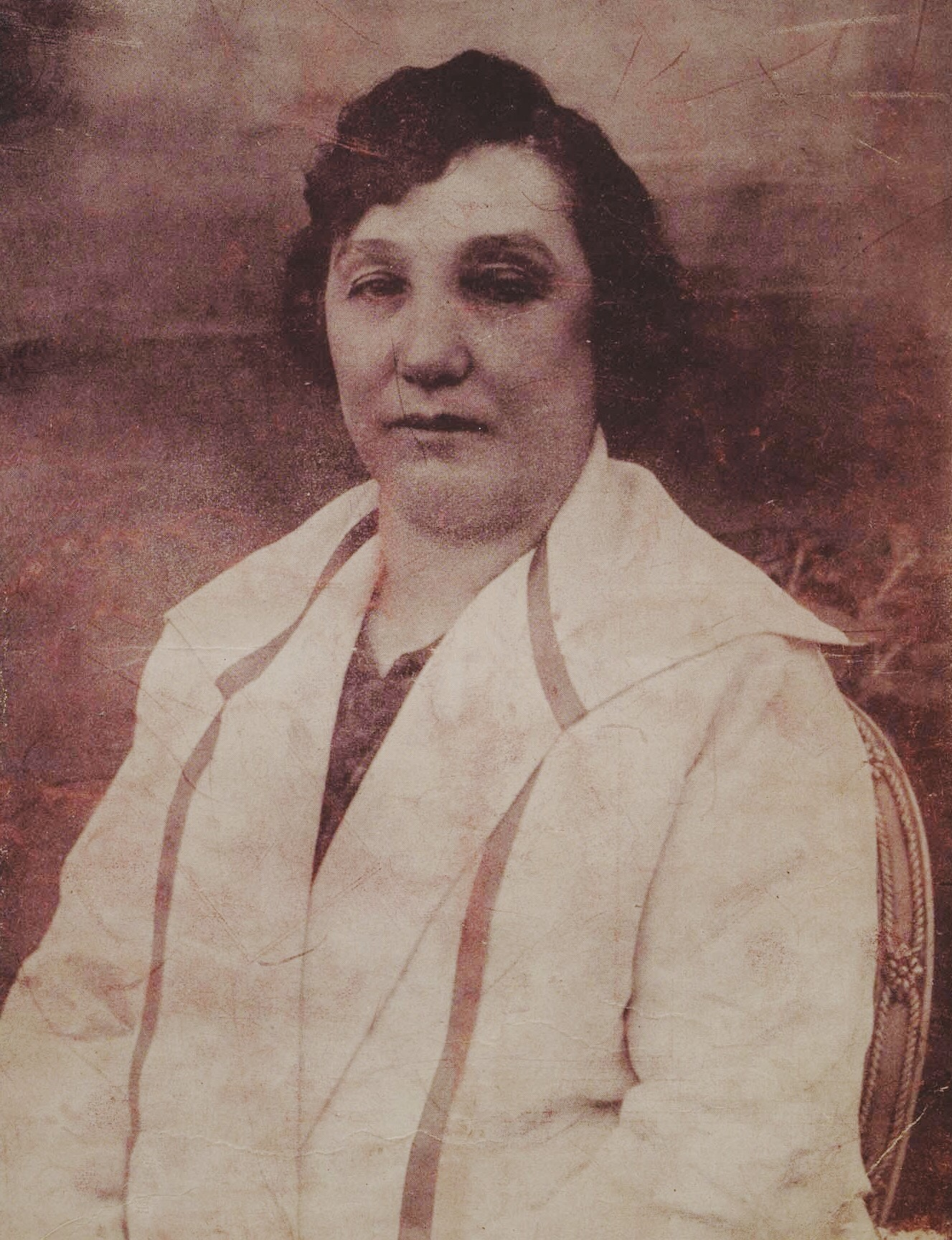
Sadije Toptani im Oktober 1932

Sadije Toptani (* 28. August 1876 in Tirana, Osmanisches Reich; † 25. November 1934 in Durrës) war ein Mitglied der osmanischen, ehemals mächtigen albanischen Toptani-Familie. Ab 1928 führte sie offiziell den Titel „Königinmutter aller Albaner“.
Sie war die Tochter von Salah Bey Toptani und Cousine von Essad Pascha Toptani. Sie war die zweite Frau von Xhemal Pascha Zogu nach dem Tod seiner ersten Frau Melek Hanem. Sadije Toptani heiratete Xhemal Pascha im Jahr 1891 und gebar sieben Kinder, neben dem Sohn Ahmet die Töchter Adile (1894–1966), Nafije (1900–1955), Senije (1908–1969), Myzejen (1909–1969), Ruhije (1910–1948) und Maxhide (1911–1970). Nach dem Tod von Xhamal Pascha im Jahr 1911 übernahm sie die Führung der Familie, bis ihr Sohn alt genug für diese Rolle war.
Nachdem Ahmet 1928 König der Albaner geworden war, erhielt sie am 1. September 1928 den offiziellen Titel Königinmutter aller Albaner (albanisch Nëna Mbretëreshë e Shqiptarëve), den sie bis zu ihrem Tod behielt. Sie überwachte die königliche Küche, um sicherzustellen, dass ihr Sohn nicht vergiftet werde.
Sadije Toptani starb in Durrës und wurde in Tirana beerdigt. Am südlichen Stadtrand wurde in der Nähe ihres Grabs ein Mausoleum für sie errichtet, in das Ende 1935 ihre Überreste überführt wurden.